# Euodynerus espagnoli
Euodynerus espagnoli är en stekelart som beskrevs av Verges 1965. Euodynerus espagnoli ingår i släktet kamgetingar, och familjen Eumenidae. Inga underarter finns listade i Catalogue of Life.